# Rhytidoponera impressa
Rhytidoponera impressa är en myrart som först beskrevs av Mayr 1876.  Rhytidoponera impressa ingår i släktet Rhytidoponera och familjen myror. Inga underarter finns listade i Catalogue of Life.